# Belisario Domínguez

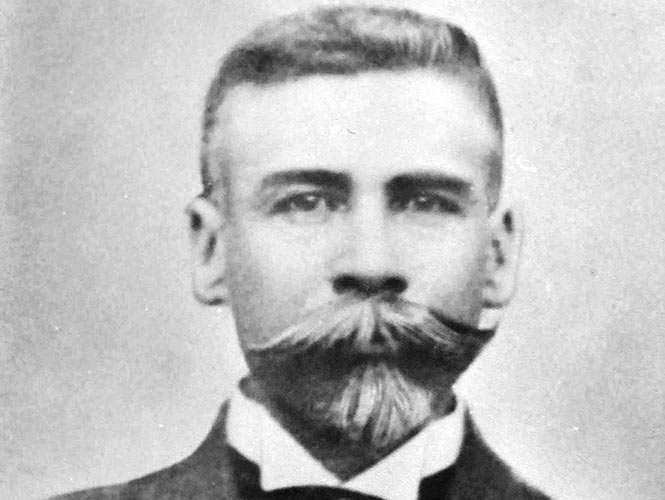
Belisario Domínguez

Belisario Domínguez Palencia (Comitán, 25 april 1863 - Mexico-Stad, 7 oktober 1913) was een Mexicaanse dokter en politicus. Hij is vooral bekend vanwege de toespraak die hij hield in het Congres na de staatsgreep van Victoriano Huerta, waarna hij vermoord werd.
In 1879 ging hij geneeskunde studeren in Parijs. Hij keerde in 1889 terug naar Mexico, waar hij trouwde met Delina Zebadúa, hij kreeg vier kinderen.
In 1909 werd hij verkozen tot burgemeester van zijn geboortestad Comitán. In 1912 werd hij benoemd als plaatsvervangend senator voor Leopoldo Gout. Wanneer deze overleed werd Domínguez tot senator gepromoveerd. Nadat Victoriano Huerta in 1913 de macht had gegrepen in Mexico ontpopte Domínguez zich tot een van de vocaalste tegenstanders van de dictator. Hij hield hem verantwoordelijk voor de moord op president Francisco I. Madero en vicepresident José María Pino Suárez, weigerde in te stemmen met zijn beleidsplannen en eiste herhaaldelijk zijn aftreden. Op 23 september hield hij in het Congres een toespraak waarin hij de staatsgreep veroordeelde. Hij noemde Huerta een dictator, moordenaar, verrader en krankzinnige. Hij liet de toespraak opschrijven en verspreidde ze door het land. Een paar dagen later, op 7 oktober, werd hij door vier trawanten van Huerta uit zijn hotelkamer gesleurd en naar de begraafplaats van Coyoacán gebracht, waar hij werd vermoord. Zijn moordenaars waren Gilberto Márquez, Alberto Quiroz, José Hernández Ramírez en Gabriel Huerta.
Domínguez wordt in Mexico beschouwd als een martelaar voor de democratie en het vrije woord. Op de dag van zijn dood, 7 oktober, hangt in Mexico nog steeds de vlag halfstok en zijn geboorteplaats Comitán heet tegenwoordig Comitán de Domínguez. Ook de Eremedaille Belisario Domínguez, de hoogste onderscheiding in Mexico, is naar hem genoemd. Deze medaille wordt sinds 1953 elk jaar op 7 oktober uitgereikt door de Kamer van Senatoren aan een persoon die zich heeft ingezet voor het "welzijn van de Natie en de Mensheid". De eerste medaille werd op 7 oktober 1953 symbolisch uitgereikt aan de buste van Domínguez in de Senaat.
- Biblioteca Nacional de España: XX909199
- Bibliothèque nationale de France: cb12157176v (data)
- Gemeinsame Normdatei: 131706144
- International Standard Name Identifier: 0000 0000 2535 1799
- Library of Congress Control Number: n85218074
- Nationale Bibliotheek van Israël: 987007392847505171
- Système universitaire de documentation: 151228787
- Virtual International Authority File: 60221732
- WorldCat: E39PBJjXdMXkBXXTrb7VJr6dwC